# 埼玉県立がんセンター
埼玉県立がんセンター（さいたまけんりつがんセンター）は、埼玉県北足立郡伊奈町にある医療機関。埼玉県が運営する県立病院として設立され、2021年4月に「地方独立行政法人埼玉県立病院機構」による運営に移行した。埼玉県の都道府県がん診療連携拠点病院（緩和ケア病棟あり）に指定されている。埼玉大学大学院理工学研究科の連携大学院でもある。

## 概要
埼玉県政施行100周年記念事業の一環として、1975年(昭和50年)に現在の丸山駅の西側に開設。敷地一帯は旧石器時代から室町時代にかけてたたら製鉄で栄えた大山遺跡であり、発掘調査のうえ旧本館病棟が建設された。1985年に南館、1998年に緩和ケア病棟を備えた東館の増築により400床へ増床された。
2008年4月1日より、埼玉大学大学院理工学研究科の連携大学院になる。
2013年11月に旧本館から700メートル北にある山林（KDDI小室用地・大山遺跡跡）に最新設備を備えた10階建の新病院が竣工し、同年12月30日に完全移転した。旧病棟の本館・南館は2015年に解体・緑地化され、東館は臨床腫瘍研究所と看護研修室として使われている。
組織は病院（診療科・看護部）、臨床腫瘍研究所（2005年に研究室から改称）、図書館、事務局からなり、臨床腫瘍研究所ではがん予防研究担当、がん診断研究担当、がん治療研究担当の3分野において研究を行っている。

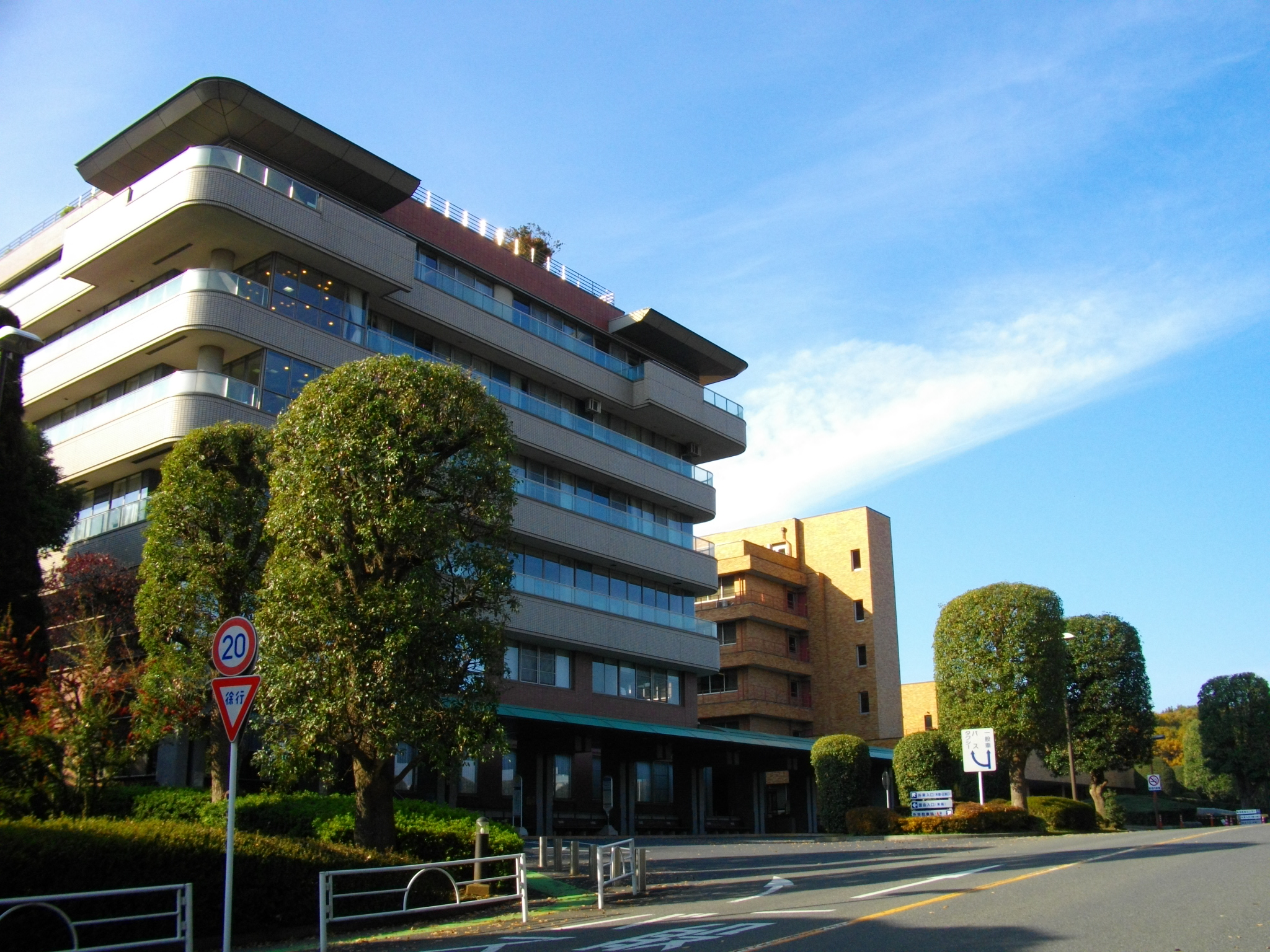
臨床腫瘍研究所(旧東館)と旧本館

## 診療科
- 消化器内科
- 消化器外科
- 呼吸器内科
- 胸部外科
- 乳腺腫瘍内科
- 乳腺外科
- 形成外科
- 頭頚部外科
- 歯科口腔外科
- 婦人科
- 泌尿器科
- 整形外科
- 脳神経外科
- 血液内科
- 皮膚科
- 麻酔科
- 放射線科
- 緩和ケア科
- 腫瘍診断・予防科
- 病理診断科
- 検査管理医

## 医療機関の指定等
- 保険医療機関
- 労災保険指定医療機関
- 指定自立支援医療機関（更生医療・育成医療)
- 生活保護法指定医療機関
- 母体保護法指定医の配置されている医療機関
- 臨床研修病院
- がん診療連携拠点病院
- 特定疾患治療研究事業委託医療機関
- 小児慢性特定疾患治療研究事業委託医療機関

## 交通アクセス
- 埼玉新都市交通伊奈線丸山駅より
  - 丸山駅から徒歩15分
  - けんちゃんバス：がんセンター行き（平日のみ運行）、終点下車
- JR東日本高崎線上尾駅より
  - 朝日バス ： がんセンター行きまたは同経由伊奈役場行き「がんセンター」下車。早朝夜間は敷地内に乗り入れず「がんセンター北口」が最寄りとなる。
  - けんちゃんバス ： がんセンター経由蓮田駅西口行き「新がんセンター」下車
- JR東日本宇都宮線蓮田駅より
  - けんちゃんバス ： がんセンター行きまたは同経由上尾駅東口行き「がんセンター」下車

2013年12月の新病院開業以前は臨床腫瘍研究所（旧東館）前に「がんセンター」バス停とタクシー乗り場が設置されていた。現在も旧本館向かいに朝日自動車菖蒲営業所（2002年3月までは東武バスウエスト上尾営業所が運行）の折返場と乗務員休憩室が置かれている。

## 出身者
- 竹石桂一（静岡県立大学名誉教授）